# لی مو-سنگ
این یک نام کره‌ای است؛ نام خانوادگی لی است.
لی مو-سنگ (کره‌ای: 이무생؛ زادهٔ ۱۰ مه ۱۹۸۰) بازیگر اهل کره جنوبی است. او بیشتر به خاطر ایفای نقش در مجموعه‌های تلویزیونی دنیای متأهلی (۲۰۲۰)، دریای خاموش (۲۰۲۱) و سی و نه (۲۰۲۲) شناخته می‌شود.

## حرفه

### ۲۰۲۰–اکنون: افزایش شهرت
در سال ۲۰۲۰، لی مو-سنگ به خاطر عملکردش در ملودرام عاشقانه دنیای متأهلی به شهرت رسید. در همان سال، او به گروه بازیگران سریال اصلی نتفلیکس به نام دریای خاموش در کنار بائه دونا و گونگ یو پیوست.
در سال ۲۰۲۱، او در درام عاشقانه سی و نه در کنار سون یه-جین و جون می-دو ایفای نقش کرد.

## زندگی شخصی
لی مو-سنگ در سال ۲۰۱۱ با دوست‌دختر خود ازدواج کرد و آنها دو فرزند، یک پسر و یک دختر، دارند.